# Seitai

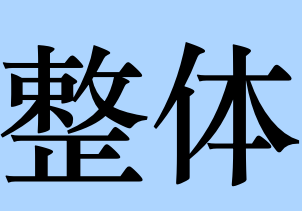
Ideograma de Seitai

El Seitai (整体?) es una actividad cultural sobre la vida y la salud desarrollada en el ámbito educativo.  Fue desarrollada en Japón por Haruchika Noguchi (1911-1976) hacia mediados del XX. La palabra está compuesta por dos ideogramas: SEI (regulado, coordinado, en orden) y TAI (cuerpo, organismo), que puede traducirse como «el cuerpo en orden».
El término seitai ya existía en la medicina tradicional china desde hace tiempo. Pero es durante la década de 1920 que en Japón se recupera y utiliza con unos ideogramas diferentes: primero, por Michio Takahashi, un maestro de seitaijutsu y más tarde por Haruchika Noguchi a partir de 1943. En su desarrollo tuvo relevancia las reuniones realizadas por un grupo de expertos en distintos ámbitos de la medicina tradicional japonesa, llamado Dainippon Rengo Chiryoshikai, grupo que fue liderado por Noguchi.
Seitai, ordenar, organizar el cuerpo, es la traducción literal del japonés al castellano. Seitai, es una forma de entender, atender, observar y cultivar la naturaleza humana; cada ser vivo, es único e irrepetible. La cultura seitai se centra en cultivar y respetar, no dominar ni controlar, la manifestación espontánea de la vida que fluye a través de nuestro organismo.
El seitai se conoce en España por el centro creado en Palma de Mallorca por Itsuo Tsuda a partir de 1972, y en Barcelona por Katsumi Mamine, también a partir de 1972.

## Antecedentes históricos
El origen de la palabra «seitai» está expuesta en una obra en japonés de Michio Takahashi, un maestro de seitaijutsu (正体術) actividad muy popular a principios de la década de 1920. Mallory Fromm lo resume así:
Según fuentes fiables, el término seitai proviene de la medicina clásica china y es conocido desde hace siglos. A principios del XX, esta palabra se popularizó, pero con ideogramas diferentes.
Michio Takahashi utilizó ya el término seitai. El ideograma para «sei» es 正, que significa, "natural, correcto", aunque Takahashi lo utilizó como verbo. Takahashi habla del seitai como: tadashii karada (正體), «el cuerpo conforme» (correcto/cuerpo adecuado). El término para cuerpo, karada (體), proviene del chino clásico; este hecho sugiere que Takahashi quería orientar a su escuela en una línea concreta.
También se escribía "seitai" con el ideograma 正体, un nuevo kanji para escribir "cuerpo" y que le daba un enfoque más moderno. Posteriormente apareció escrita de otra manera, 正胎, que puede traducirse como «el útero conforme». Esto dio lugar el término seitaijutsu escrito así: 正胎術, que se traduciría como «el arte del útero conforme». Más adelante, derivó hacia 生体, el «cuerpo vivo». Y, finalmente como 整体, «poner el cuerpo en el mejor orden posible», término que Noguchi hizo público en 1943. Esta tipo de grafía de la palabra seitai se convirtió en el referente y actualmente es conocida como Seitai Noguchi.

## Seitai Noguchi
Lo que se conoce actualmente por seitai, o la cultura seitai, fue desarrollada por Haruchika Noguchi en Japón después de la Segunda Guerra Mundial. Noguchi colaboró y coordinó un grupo de destacados expertos en medicinas tradicionales de Japón, que se reunieron periódicamente durante la Segunda Guerra Mundial.  Yoshida Naoki describe así la composición de este grupo:
Antes y después de guerra, existía una organización llamada Dainippon Rengo Chiryoshikai, bajo la dirección de Haruchika Noguchi. Recuerdo a Akiko, la mujer de Noguchi, diciéndome: «Con perspectiva, parece que éste fue el período más feliz de su vida». De hecho, es probable que fuera así porque el seitai sōhō había llegado a su madurez, por lo que este período ha sido el momento en que la filosofía del seitai tomó forma.

### El grupo Dainippon Rengo Chiryoshikai
El grupo Dainippon Rengo Chiryoshikai estaba constituido por individuos de primer nivel en el mundo de la terapéutica tradicional en Japón. El maestro Noguchi nunca dio nombres pero, por lo que se sabe, todos eran miembros relevantes, con ganas de compartir sus secretos y las tradiciones que conocían. Para cada tipo de sōhō eran aceptados tan sólo los resultados de las experiencias basadas en el tratamiento de veinte o más personas. De este modo, los miembros reunieron resultados consistentes y, a partir de ese momento, el seitai sōhō fue considerado un método de tratamiento preferente.
Algunos miembros eminentes del grupo fueron:
- El Maestro Gosaku Nonaka, conocido por curar rápidamente las enfermedades de piel.
- El Maestro Uzo Nagamatsu, que había descubierto el “punto de Nagamatsu”, también llamado “detox punto” (5.º punto del abdomen).
- El Maestro Seiji Miyamawari, conocido por diagnosticar las enfermedades con las únicas indicaciones que obtenía al tocar el cóccix .
- El Maestro Kazumichi Shibata, fundador del sokushindo, que se centraba en los pies y las manos.[9][10]
- El Maestro Shinichi Yamada que practicaba el puraana sōhō [prāṇha sōhō], relacionado con el yukihō.[11][12]

Se dijo que también formó parte el maestro Ryotaro Kajima que inventó 978 técnicas (sōhō), relacionado con los quiroprácticos y los acupuntores, y era un maestro que viajaba a pie por los pueblos de pescadores de todo Japón, investigando sobre el soseihō, una técnica de reanimación tradicional.
Noguchi les llamaba sus colegas aunque, por otra parte, competía con ellos. Chiwaki Matsumoto, del Reigaku Dōjō, es el maestro que ejerció la influencia más importante sobre el maestro Noguchi. Había también Kyotsuki Matsubara que descubrió el katsugen undō. Se puede distinguir la influencia también de Michio Takahashi, el fundador del seitaijutsu, otro maestro que precedió a Noguchi.
El maestro Noguchi se basó en su sensibilidad para seleccionar entre las técnicas que estos docentes consagrados compartían con toda libertad lo que se ajustaba a su percepción de la vida. Incorporaba elementos a partir de efectos observables para, a continuación, aplicarlos en el desarrollo del seitai sōhō. Se puede decir que ésta es la verdadera historia, menos conocida, del seitai.

Esta lista debería ser completada con Keizo Hashimoto, inventor del Sōtai (操体), y con Tsunezo Ishii, creador del método del «ki vivo» del que Noguchi reconocía haberse inspirado mucho.   La terapia de este último está muy conectada con el katsugen undō:
Tsunezo Ishii (1875- ?) era un gran general del ejército japonés. Jubilado en 1923, regresó de América después de haber servido a la embajada japonesa. Creó el Seiki Kenkyujo (Living Ki Research Institute). Este instituto tenía como objetivo utilizar los poderes de curación del ki para una «terapia de auto-reforzamiento del ki vivo» (生気自強療法seiki jikyō ryōhō). Publicó tres libros sobre esta terapia en 1925. Utilizaba el sistema nervioso para despertar el movimiento espontáneo.

## La perspectiva de Noguchi
Haruchika Noguchi, había estudiado de forma autodidacta muchos métodos terapéuticos orientales y occidentales.Pero el Seitai de Noguchi no sólo se apoya en el conocimiento de métodos terapéuticos o relacionados con la salud, sino también en el taoísmo y el zen. Sin embargo, en los años cincuenta, ya con cuarenta años, decidió renunciar al enfoque terapéutico. Itsuo Tsuda, escritor y filósofo que estudió con él, describe este cambio de perspectiva de la siguiente manera: 
Cuando él [H. Noguchi] conseguía curar el estómago débil, el paciente se ponía a comer desmesuradamente y volvía con dolor de hígado; era una simple transferencia, un cambio de enfermedad. Las personas hacían disparates sin tener en cuenta las necesidades de su organismo, con la idea de que bastaba con ir a ver a Noguchi para ponerse bien. Se convertía en el reparador de los errores cometidos por sus pacientes. Se había establecido un importante grado de dependencia. Cuando se ausentaba por ir de viaje, sus pacientes estaban inquietos y enfermaban. Tratando de quitar las muletas de los pacientes, se convirtió en él mismo otra muleta, pero esta vez aún mayor. Entonces es cuando llegó a desarrollar el concepto de Seitai, para que la gente pudiera andar con sus propios pies; es necesario aprender a servirse del propio cuerpo.»
El Seitai descansa sobre el postulado de Noguchi que el cuerpo tiene una capacidad natural para reequilibrarse de forma que se asegura su buen funcionamiento.Al contrario, cuando se utiliza de manera poco adecuada pierde esta capacidad, pierde sensibilidad (desensibiliza), o se convierte en apático. El Seitai tiene como objetivo restaurar esta sensibilidad y las capacidades de autorregulación o reequilibrio.

Según Haruchika Noguchi, a base de buscar tener una vida más fácil o de buscar protegerse para conseguir una buena salud, el cuerpo se debilita:
Todos los animales viven rodeados de cambios exteriores, de estímulos, y adaptándose a ellos. Adaptarse significa vivir cambiando la forma o las funciones del cuerpo para que aquello se adapte al entorno. Solo el ser humano considera que es sano vivir adaptando el entorno a sus necesidades. Para ello, hace constantemente esfuerzos por cambiar éste entorno. Para llegar aquí más rápidamente, he venido en coche, pero si lo convertimos en una comodidad diaria, nuestras piernas van a debilitarse de manera gradual y como serán más débiles, haremos más iniciativas para evitar caminar. O en e caso del alimento: hemos encontrado maneras de convertirlo en más digerible, hirviéndolo, asándolo o aliñandolo. Y si ni asas ni hierves estos alimentos, crees que es difícil de comerlos y si el alimento no es muy digerible, el estómago encuentre que es demasiado difícil; el estómago se ha adaptado a esta situación. [] De esta manera, cada vez que adaptamos el entorno a nosotros, surge la necesidad de hacer nuevas mejoras y se nuestro cuerpo cada vez es más débil [… ] Esto sucede, pero no porque hayamos perdido nuestra facultad natural.» 
Según esta concepción, la salud es considerada de una manera particular: la enfermedad no sería más que el síntoma de un cuerpo que trata de restablecer su equilibrio, y se vuelve crónica cuando los recursos para restablecer la salud faltan o están obstaculizados. Haruchika Noguchi hablaba así «Si te duele, duele, ¿verdad? Si duele es porque las fuerzas del cuerpo se unen, se activan los enlaces de todo el cuerpo y se repara la lesión. El dolor, la fiebre alta y la diarrea son actividades de recuperación del cuerpo.»

## Prácticas Seitai

### Seitai Sōhō
El Seitai Sōhō (整体 操法?)  (操法?) (o técnica Seitai) es una práctica que pretende ayudar al cuerpo de un individuo a recuperar su propia vitalidad, permitiendo así que se reequilibre solo. Esta intervención debe ser específica y adaptada a cada individuo, y sólo los expertos formados en el instituto Seitai Kyōkai de Tokio saben aplicarla.  Según las situaciones, éstos pueden igualmente proponer ejercicios corporales específicos (体操Taisō) que estimulan las reacciones naturales del cuerpo. Estos ejercicios específicos los puede realizar uno mismo o, en ciertos casos, se realizan con la ayuda de otra persona.

### Katsugen Undō
El Katsugen Undō (活元運動?) (o «Movimiento regenerador» en la traducción de Itsuo Tsuda) está descrito por Haruchika Noguchi como un ejercicio del sistema motor extrapiramidal (que está formado por los circuitos nerviosos responsables de la motricidad involuntaria, como los reflejos y el control de la postura): «El cuerpo humano está dotado de una capacidad natural que reajusta su situación. Esta capacidad es responsabilidad del sistema motor extrapiramidal. Esta práctica, posteriormente, fue reconocida por el Ministerio de Educación japonés, Ministerio de Educación, Cultura, Deportes, Ciencia y Tecnología.

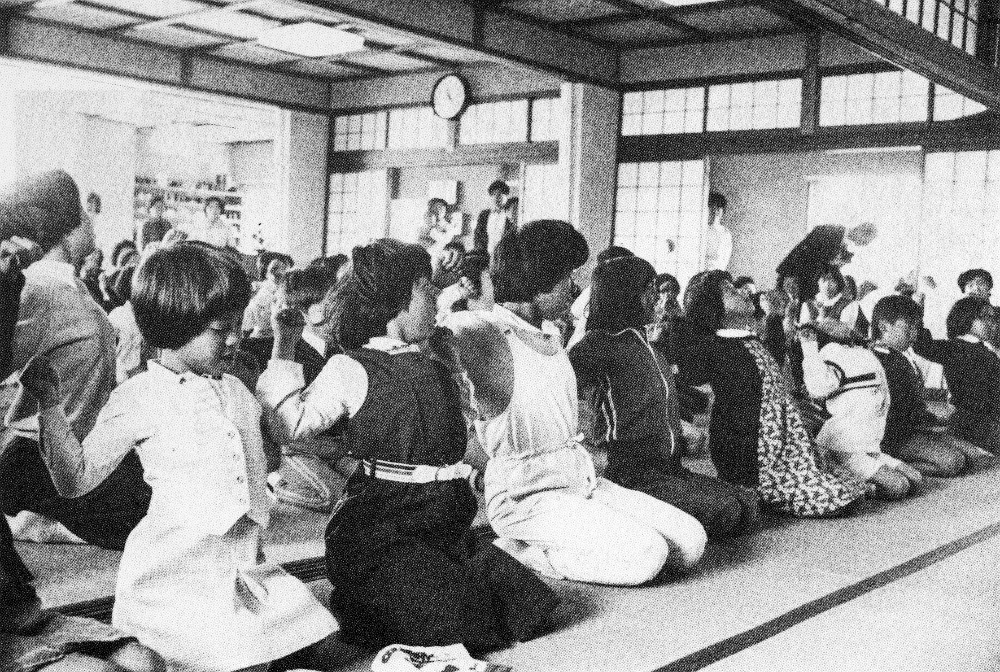
Jóvenes practicando Katsugen Undō en el Seitai Kyōkai, Tokio, 1970

Yuusuke Noguchi, hijo de Haruchika Noguchi y responsable técnico del instituto Seitai, lo expresaba así: 
[Es] una especie de educación física que utiliza el movimiento involuntario. Así, debería considerarlo como un medio para restaurar la resiliencia del cuerpo. No es ninguna forma de «misticismo oriental». Realmente no hay nada verdaderamente extraordinario en el Katsugen Undō. Es simplemente la manifestación de una actividad interna que poseen originariamente los seres humanos.»
En otros términos, como precisa Itsuo Tsuda:
Hay dos formas de movimiento regenerador: una existe de hecho en todos los individuos, en forma de reacciones naturales del organismo, como bostezar, estornudar, moverse mientras dormimos, etc.; la otra, la práctica desarrollada desde hace medio siglo, por el Maestro Haruchika Noguchi».
Haruchika Noguchi ha desarrollado así un método para practicar un tipo de gimnasia responsable de ejercitar este sistema involuntario. Esta práctica se inscribe plenamente en su concepción del Seitai, que debería permitir al cuerpo reequilibrarse a sí mismo. Los ejercicios técnicos preliminares de esta práctica apuntan entonces a disponer el cuerpo en un estado de receptividad a sus propias necesidades: «No se hace el movimiento regenerador. Es él que se desencadena, respondiendo a las necesidades del organismo.»

### Yuki
El yuki, junto al katsugen undo, es una de las sencillas prácticas de la cultura seitai. Noguchi la definió a partir de los ideogramas yu (agradable) y ki (vida o comunicación con uno mismo y con los demás, a través de las manos); es decir, ki (chi) agradable. Desarrolla un diálogo interior para recuperar la fluidez del movimiento espontáneo.  Hasta 1948, Noguchi denominaba con el término «shokushu», esa comunicación espontánea que surge de las manos y la respiración. "Shoku" se puede traducir por "tacto o contacto" y "shu" significa "manos".
Esta práctica la puede realizar uno mismo o se puede compartir por parejas para cultivar la sensibilidad natural con las manos.Abundan diversas prácticas con las manos, algunas de ellas en el contexto de determinadas religiones o actividades espirituales. Pero el yuki no tiene ese tipo de enfoques y es muy simple porque se basa en unos actos instintivos que cualquier persona tiene; es habitual en la relación entre una madre y su hijo, ponerse la mano en la zona del cuerpo que molesta (una muela, la barriga, etc.). El yuki utiliza las manos sólo para poner la atención en la respiración automática que desea recuperar una amplitud perdida; recuperar el movimiento de la respiración pectoventral.

### Taiheki
Noguchi creó el concepto de taiheki para señalar una "cierta definición congénita y hereditaria, que se transmite de padres a hijos, y de abuelos a nietos, y hace que en la naturaleza de cada ser humano predominen una o varias de las cinco oseis + y –". Sintetizó el esquema de taiheki en la siguiente clasificación (basada en lo que él exponía en dos de sus libros sobre los tipos de taiheki:
| Grupos            | Tipo               |
| ----------------- | ------------------ |
| Arriba–abajo      | I (+) y II (-)     |
| Izquierda–derecha | III (+) y IV (-)   |
| Delante–detrás    | V() y VI(-)        |
| Torsión           | VII (+) y VIII (-) |
| Cerrar–abrir      | IX (+) y X (-)     |
| Hipersensible     | XI                 |
| Hiposensible      | XII                |

## El Seitai en Occidente
El Katsugen undō fue introducido en Europa por Itsuo Tsuda en la dècada de 1970. Éste fue en su origen muchos grupos de movimiento regenerador (Katsugen Kai), en Asia (Tokio, Seúl, Busán) y en Europa (París, Ginebra, Madrid, Palma, Bruselas, Ibiza, Roma, Milán, Londres). También se instaló en Europa para transmitir el Seitai, Kuniaki Imoto. Su padre conoció a Haruchika Noguchi. En Francia, Andréine Bel enseñó una síntesis del Seitai y del arte del reboutage con el nombre de "Yukidō" ("La vía del Ki feliz")  
El otro gran maestro que ha impulsado el Seitai en Europa ha sido Katsumi Mamine, un discípulo directo de Noguchi. Creó su dojo en Barcelona y lo mantuvo difundiendo el seitai hasta su muerte en 2020.
En Estados Unidos, Mallory Fromm, profesor de culturas comparadas en la Universidad Meiji de Tokio y formado durante veinte años en el Noguchi Seitai, fundó SIKE (“Spinal Integration Ki Energy”), un enfoque que fusiona el Seitai con una técnica occidental llamada “fisiosíntesis” 
Al final del núm. 1 de la revista Zensei, traducida al castellano por el Dojo de Barcelona, que se empezó a editar en agosto de 1977, aparece una lista de centros: el de Tokio, Seitai Kyokai (Sociedad Seitai), y entre las actividades Seitai de Europa se citan: Seitai Barcelona (Katsumi Mamine), Judo-Manresa (Francisco Naval), COPP-Mataró (Eliseo Masafrtes), Judo-Terrassa (Francisca Garrido), y los dojos dirigidos por Itsuo Tsuda en diferentes ciudades europeas (Kodokan-Palma, París, La Non-Librería de Milán, Le 7 Spighe de Roma, y el dojo de Ginebra).

### El Seitai en España
La actividad seitai en España, en parte, se ha desarrollado a partir de la labor de estudio y difusión de Katsumi Mamine. Katsumi empezó a hacer seitai-soho en Barcelona a partir de 1973, y pronto tuvo cientos de alumnos. En 1975, se inauguró el Dojo Seitai de Barcelona y durante unos años existió una estrecha relación entre el dojo de Barcelona y el Seitai Kiokai de Japón.
Durante esos años, Seitai de Japón enviaba cada año al primogénito del maestro Noguchi a Barcelona, Hirochika Noguchi, como corresponsal del Seitai Kiokai, junto a alguno de los íntimos instructores del maestro. Asimismo, hubo unos 50 alumnos de Barcelona que organizaron un viaje a Japón y pudieron practicar, gracias al Seitai Kiokai, en los distintos dojos de Tokio, Kioto, Nara, Hakone, etc. En una de estas visitas, Hirochika Noguchi y un instructor, vinieron junto al segundo hijo de maestro, Hiroyuki Noguchi, que colaboraba en la dirección de las prácticas, junto a Hirosuke, sucesor y tercer hijo. El Dojo de Barcelona alquiló una de las salas de la Feria de Montjuïc de Barcelona para la asistencia de cerca de 500 personas: Hiroyuki guio la práctica conjunta de katsugen undo y Moriji Funakawa hizo de traductor.
Katsumi reordenó el lenguaje de Noguchi sobre la estructura de los cinco movimientos, el taiheki, y adaptó al conocimiento occidental el saber que Noguchi había desarrollado. En la cultura japonesa, el saber empírico había tenido siempre un valor suficientemente reconocido, sin necesidad de apoyarse en el conocimiento objetivo; pero en occidente es distinto. 
Katsumi, además de atender a diario a muchas personas en Barcelona, inició a otros alumnos en la técnica del seitai soho. Además empezó a adaptar y traducir el lenguaje de Noguchi a un idioma europeo: el castellano. En este sentido, es destacable la traducción al castellano de la revista Zensei ; Noguchi autorizó a Katsumi exclusivamente para hacer llegar las revistas en castellano a los alumnos de Barcelona. Se publicaron 67 números desde 1977 hasta 1991.
Entre los miembros que recibieron orientación individual de Katsumi destacan algunos artistas relevantes, como György Sebok, Narciso Yepes, Antoni Ros Marbà, Cesc Gelabert y Lluís Claret entre otros. Laura López Coto ha sido ayudante  del Maestro Mamine, colaboradora en su libro El Movimiento Vital, y es autora de varios libros de Seitai.￼ 
También hay profesionales de yoga y otras disciplinas corporales.